# Abraham’s Bay
Abraham's Bay – miasto na Bahamach, na wyspie Mayaguana.